# Phthersigena unicornis
Phthersigena unicornis es una especie de mantis de la familia Amorphoscelidae.